# Parc national de Biogradska gora

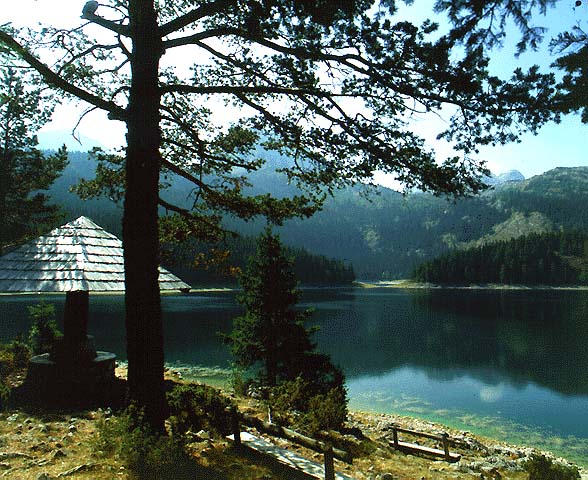
Parc national de Biogradska Gora

Le Biogradska Gora est un parc national (et une forêt) situé dans une région montagneuse du centre du Monténégro. Il s'agit du plus petit des cinq parcs nationaux du pays. Dans le passé, la forêt était connue sous le nom de Branik Kralja Nikole. Biogradska Gora est proclamé parc national en 1952.

## Géographie
Le parc national est situé dans la région montagneuse du massif de Bjelasica au centre du Monténégro entre les rivières Tara et Lim. Il est entouré par les municipalités de Kolašin, Berane et Mojkovac. Le parc s'étend sur 54 km2 et les montagnes y dépassent les 2 000 mètres. On y trouve également six lacs glaciaires dont le lac de Biograd. 
Le siège du service de gestion du parc est localisé dans la municipalité de Kolašin.

## Faune et flore[1]

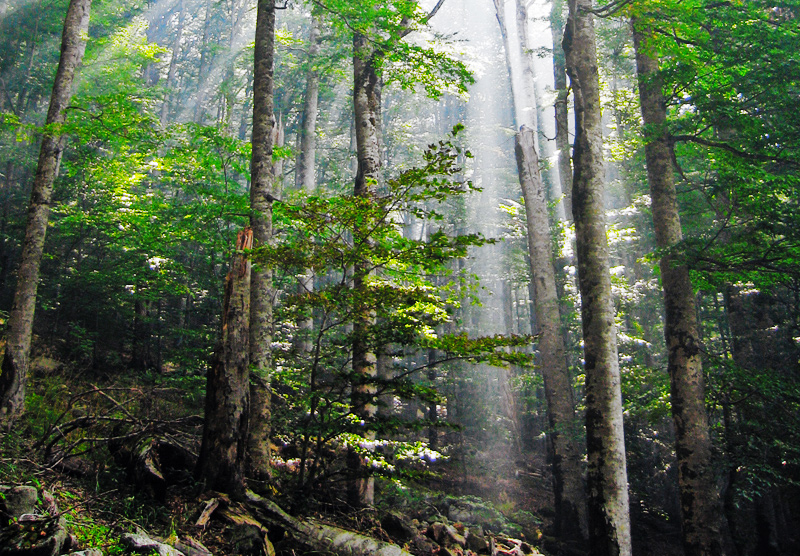
Forêt primaire dans le parc.

Bien qu'étant le plus petit des cinq parcs nationaux du pays, le parc dispose d'une grande biodiversité. 
Environ 2000 espèces et sous-espèces de plantes supérieures ont été confirmées dans la région de Biogradska Gora. Environ 20 % des espèces endémiques de la péninsule balkanique, des Dinarides et de la montagne Bjelasica ont été enregistrées. Les espèces endémiques de la péninsule balkanique sont les suivantes : Aconitum toxicum, Rumex balcanicus, Pancicia serbica, Dactylorhiza cordigeria subsp. bosniaca, Silene asterias, S. sendtneri, Dianthus nitidus subsp. lakusicii, Dianthus pancicii, Alyssum scardicum, Draba scardica, Alchemilla velebitica, Potentilla montenegrina, plusieurs espèces de saxifrage - Saxifraga prenja, S. adscendes subsp. blavii, Chamaecytisus tomasinii, Genista depresa subsp. csikii, Asperula doerflerii, Gentianella bosnjakii, Verbascum durmitoreum, Verbascum nikolai, Acer heldreichii subsp. visianii, Pin de Macédoine - Pinus peuce et d'autres. Parmi les espèces couvertes par la Résolution de la Convention de Berne, on retrouve dans le parc les espèces suivantes : Eryngium alpinum et Narcissus angustifolius.
Plus de 700 espèces de champignons ont été identifiées à ce jour dans le parc national. Le parc est particulièrement reconnu pour les espèces suivantes de champignons en danger d'extinction au niveau international : Hericium clathroides, Polyporus umbellatus, Hygrocybe intermedia, Hygrocybe punicea, Albatrellus pescapre, Boletus impolitus, Boletus regius, Boletus rhodoxanthus, Boletus satanas, Boletus appendiculatus, Mutinus caninus, Cantharellus cinereus, Gyromitra gigas et d'autres.
En ce qui concerne les mammifères, 38 espèces sont connues, notamment le chevreuil (Capreolus capreolus), le sanglier (Sus scrofa), le cerf élaphe (Cervus elaphus), la loutre (Lutra lutra), de nombreuses espèces de chauves-souris, d'insectivores et de rongeurs.
L'entomofaune se caractérise par un pourcentage élevé d'endémisme. 350 espèces d'insectes appartenant à 8 genres ont été identifiées jusqu'à présent. Une espèce endémique des Balkans Deroceras turcicum.
L'herpétofaune de la région est représentée par des formes paléarctiques, suivies par des formes d'Europe centrale avec certains éléments méditerranéens. Le serpent Vipera ursini est une espèce d'importance mondiale inscrite sur la liste d'émeraude et sur la liste de la Convention sur le commerce international des espèces de flore et de faune sauvages menacées d'extinction (CITES).
Il a été confirmé qu'il y a environ 200 espèces d'oiseaux de 43 familles dans cette région, ce qui dépasse le nombre d'oiseaux dans d'autres sites plus vastes et mieux explorés. Toutes les espèces aquatiques de la région de Bjelasica appartiennent aux salmonidés et représentent l'ichtyofaune appropriée. Dans le lac de Biograd, il existe également trois espèces autochtones de poissons, telles que la truite brune (Salmo trutta fario), le vairon (Plioxinus phoxinus) et la barbotte (Cottus gobio).
En raison de la présence de nombreuses espèces et habitats endémiques, la zone du parc national est reconnue comme une zone IPA (Important Plant Area), IFA (Important Fungus Area) et IBA (Important Bird Area). 
La forêt, qui couvre environ 16 km2, est très ancienne avec des arbres de plus de 500 ans. Parmi ces arbres, on trouve l'érable sycomore, le  hêtre européen, le frêne élevé et le sapin blanc.

## Galerie

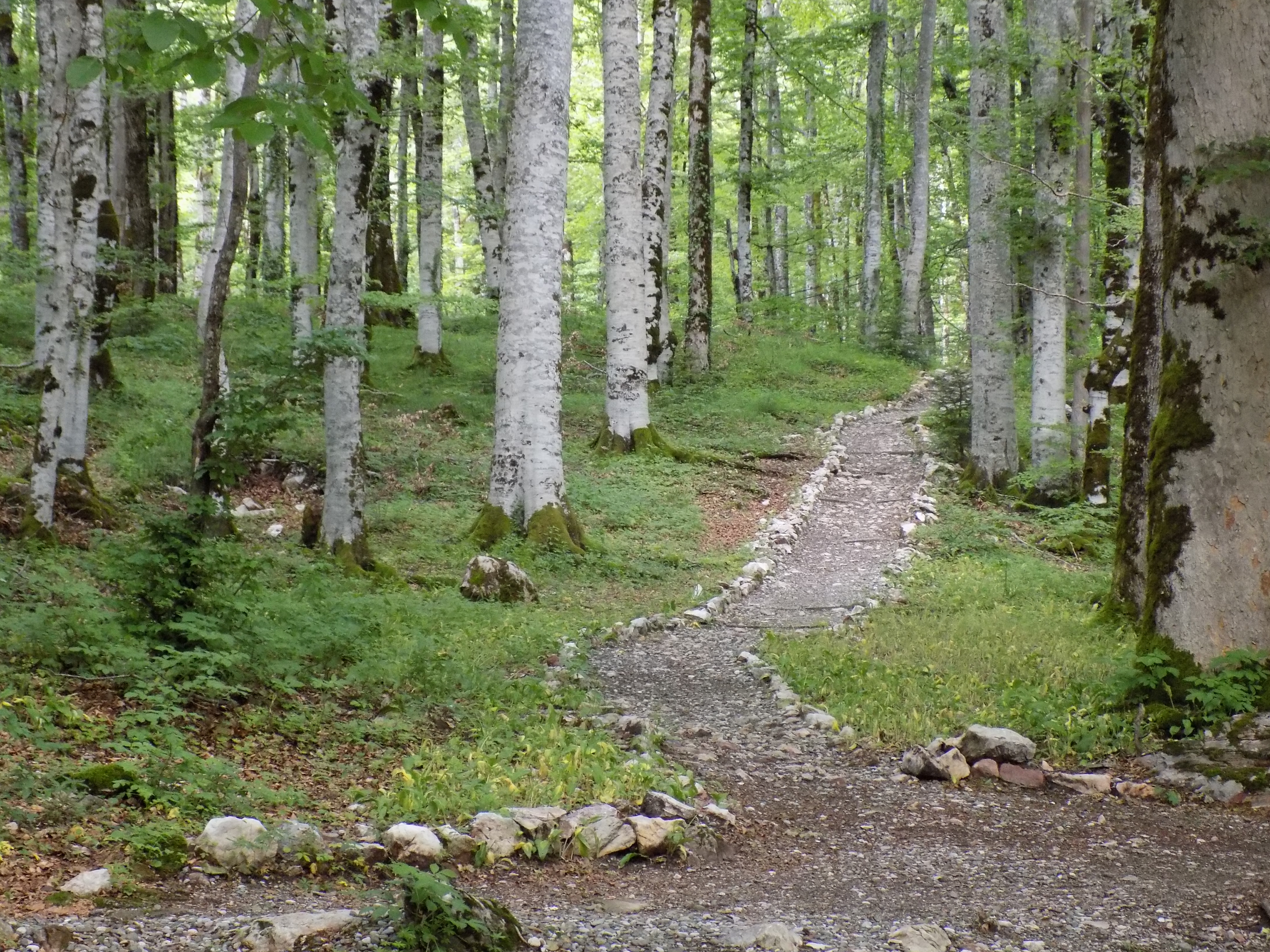
Sentier de randonnée autour du lac
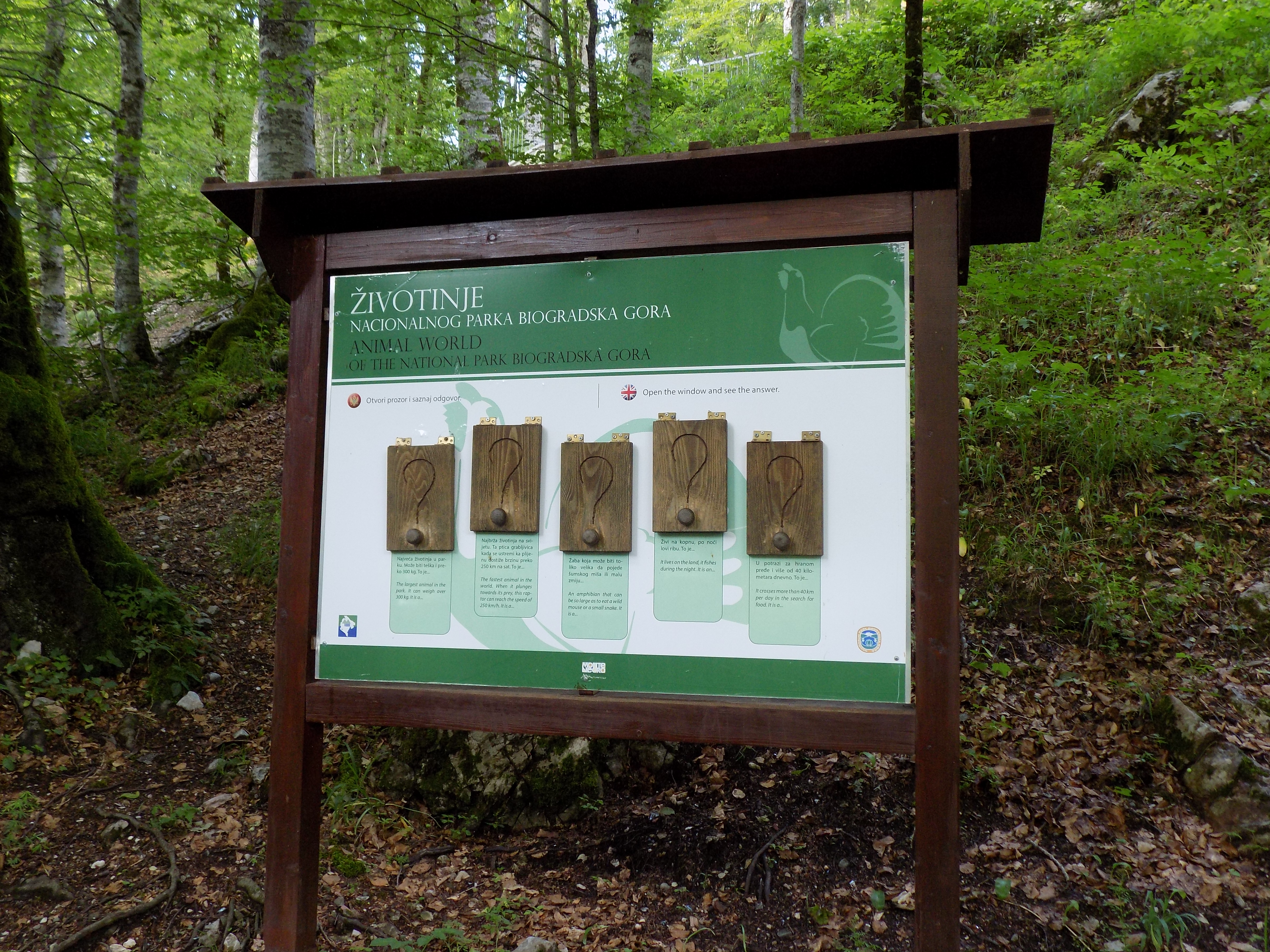
Panneaux pédagogiques le long du sentier
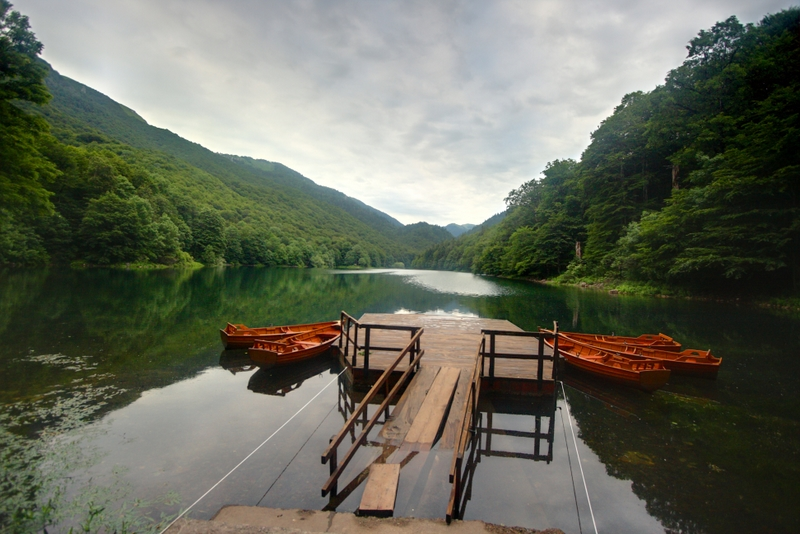
Barques touristiques sur le lac